# Corps totalement réel
En mathématiques et en théorie des nombres, un corps de nombres K est dit totalement réel si pour chaque plongement de K dans l'ensemble des nombres complexes, l'image se trouve dans l'ensemble des nombres réels. De manière équivalente, K est engendré sur ℚ par une racine d'un polynôme à coefficients entiers dont toutes les racines sont réelles, ou bien encore le produit tensoriel K⊗ℚℝ est un produit d'exemplaires de  ℝ. La notion de signature d'un corps de nombres permet de mesurer plus précisément à quel point un corps est loin d'être totalement réel. 
Par exemple, les corps quadratiques sont soit réels (et dans ce cas : totalement réels), soit complexes, suivant qu'ils sont engendrés par la racine carrée d'un nombre positif ou négatif. Dans le cas des corps cubiques (en), un polynôme irréductible de degré 3 à coefficients entiers aura au moins une racine réelle. S'il possède une racine réelle et deux complexes, l'extension cubique correspondante de ℚ définie en adjoignant la racine réelle ne sera pas totalement réelle, bien qu'elle soit incluse dans le corps des nombres réels.
Les corps totalement réels jouent un rôle spécial significatif dans la théorie algébrique des nombres ; ils sont l'objet par exemple de la conjecture de Greenberg. Une extension abélienne de ℚ est soit totalement réelle, soit un corps à multiplication complexe, c'est-à-dire une extension quadratique totalement imaginaire d'un corps totalement réel.
Plus généralement, toute extension galoisienne finie de {\displaystyle \mathbb {Q} } est un corps totalement réel ou un corps totalement imaginaire (en).
Un nombre algébrique est dit totalement réel si tous ses conjugués (autrement dit les racines complexes de son polynôme minimal) sont réels. La plus petite extension normale contenant ce nombre est alors un corps totalement réel. Ainsi {\displaystyle {\sqrt {2}}} et {\displaystyle {\sqrt {2+{\sqrt {2}}}}} sont totalement réels, mais ni {\displaystyle {\sqrt[{3}]{2}}}  ni {\displaystyle {\sqrt {1+{\sqrt {2}}}}}  ne le sont.